# Акаєв Аскар Акайович

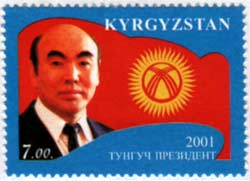
Поштова марка Киргизії, 2001

Аскар Акайович Акаєв (нар. 10 листопада 1944, с. Кизил-Байрак, Чуйська область, Киргизька РСР, СРСР) — киргизький державний та політичний діяч, учений, доктор технічних наук (1980), професор, академік Академії наук Киргизької РСР (Киргизстану) (1984). У 1989—1990 роках президент Академії наук Киргизької РСР. Член ЦК КПРС у 1990—1991 роках. Народний депутат СРСР (1989—1991).
З 1990 по 2005 рік — президент Киргизької Республіки (до 1991 року — Киргизької РСР). Іноземний член Російської академії наук.

## Біографія
Народився 10 листопада 1944 року в с. Воронцовка (Кизил-Байрак) Кемінського району Киргизької РСР в сім'ї колгоспника Акая Токоєва.
У 1961 році закінчив середню школу із золотою медаллю. З 1961 року працював слюсарем заводу «Фрунземаш» у місті Фрунзе (Бішкек) Киргизької РСР.
У 1968 році закінчив з відзнакою Ленінградський інститут точної механіки та оптики. З 1968 року — старший лаборант, аспірант, інженер Ленінградського інституту точної механіки та оптики.
У 1972—1973 роках — асистент, старший викладач Фрунзенського політехнічного інституту Киргизької РСР.
У 1973—1976 роках — молодший науковий співробітник, старший науковий співробітник, старший викладач Ленінградського інституту точної механіки та оптики.
З 1976 року — старший викладач, доцент, завідувач кафедри Фрунзенського політехнічного інституту Киргизької РСР.
У 1980 році захистив докторську дисертацію в Московському інженерно-фізичному інституті. Член КПРС з 1981 року.
У 1984 році обраний членом-кореспондентом Академії наук Киргизької РСР, того ж року став академіком АН Киргизької РСР. Аскар Акаєв — професор, почесний доктор і іноземний член РАН, має близько 150 наукових робіт, 43 статті, 7 винаходів. Він підготував 20 кандидатів і 3 докторів наук. Сім його учнів стали лауреатами різних премій.
У 1986—1987 роках — завідувач відділу ЦК КП Киргизії.
У 1987—1989 роках — віцепрезидент Академії наук Киргизької РСР.
У 1989—1990 роках — президент Академії наук Киргизької РСР.
27 жовтня 1990 року обраний президентом Киргизької РСР.
У серпні 1991 року різко засудив утворення і дії ДКНС, які були супроводжені кровопролиттям (видав ряд указів про бойкотування дій ДКНС на території Киргизької Республіки). Разом з Верховною Радою КР оголосив про проголошення незалежності КР.
21 грудня 1991 року приїхав в Алма-Ату і взяв участь у створенні СНД разом з іншими президентами колишніх союзних республік; підписав ряд міжнародних договорів та угод для виходу з кризи.
2 березня 1992 року присутній при голосуванні в штаб-квартирі ООН за прийняття Киргизстану в члени ООН. Спостерігав за підняттям прапора Киргизстану біля штаб-квартири ООН.
У жовтні 1991 року (на виборах) і січні 1994 року (на референдумі) — підтверджені президентські повноваження.
24 грудня 1995 року — переобраний президентом на другий термін. Його підтримали понад 70 відсотків виборців.
5 квітня 2005 року — у результаті гострої політичної кризи склав з себе повноваження президента.
11 квітня 2005 року — де-юре парламент республіки (Жогорку Кенеш Киргизької Республіки) прийняв відставку. За даними киргизького МЗС, працює професором в Московського державного університету, займаючи там посаду головного наукового співробітника Інституту математичних досліджень складних систем.
Травень 2006 року — обраний іноземним членом Російської академії наук за видатні дослідження в галузі оптичної обробки інформації.
2009 рік — координатор підпрограми «Комплексний системний аналіз і моделювання світової динаміки» Президії РАН.

## Родина
Одружений. Дві дочки та два сини.

## Нагороди
- Орден «Знак Пошани» (1981)
- Медаль Пушкіна (23 серпня 1999 року, Росія) — за великий внесок у збереження і поширення російського культурної спадщини в Киргизькій Республіці.
- Орден «Достик» I ступеня (Казахстан, 10 грудня 2001 року).
- Орден Подвійного білого хреста I ступеня (Словаччина, грудень 2003 року).
- Лауреат Премії Ленінського комсомолу Киргизії (1977) — за математичне дослідження проблем нагрівання ЕОМ.
- Лауреат золотої медалі Н. Д. Кондратьєва 2012 року «за видатний внесок у розвиток суспільних наук».